# Ptychopetalum olacoides
Ptychopetalum olacoides ist eine Pflanzenart aus der Familie der Olacaceae in der Ordnung der Sandelholzartigen (Santalales). Sehr ähnlich ist Ptychopetalum uncinatum die auch gleich benannt wird.

## Trivialname in unterschiedlichen Sprachen
Diese Art wird von den Indios als Muirapuama, in Englischer Sprache als Muira Puama und in Deutscher Sprache als Potenzbaum oder das Produkt als Potenzholz bezeichnet.

## Beschreibung

### Vegetative Merkmale
Ptychopetalum olacoides wächst als kleiner Baum mit längsgefurchter Borke, der Wuchshöhen von 5 bis 15 Metern und Stammdurchmesser von bis zu 25 Zentimetern erreicht. Die einfachen und kurz gestielten Laubblätter sind wechselständig an den Zweigen angeordnet. Die ganzrandige, leicht ledrige und kahle Blattspreite ist bei einer Länge von bis 9–11 Zentimetern sowie einer Breite von 2,5 bis 3,5 Zentimetern eiförmig bis -lanzettlich und spitz bis zugespitzt. Die Blattspreite ist frisch unterseits gräulich bis bläulich „bereift“.

### Generative Merkmale
Ptychopetalum olacoides ist heterostyl und distyl sowie zwittrig. Der achselständige Blütenstand ist traubig, kurz und wenigblütig. Die gestielten Blüten mit doppelter Blütenhülle besitzen 7–10 ungleich lange Staubblätter und einen oberständigen, einkammerigen Fruchtknoten. Der Griffel ist relativ kurz und eingeschlossen mit einer gelappten Narbe. Die Blüten besitzen ein abfallendes Tragblatt. Der gezähnte und becherförmige Kelch ist sehr klein bis minimal. Die weißen, schmalen und innen mehr oder weniger behaarten, meist 5 Kronblätter sind bei einer Länge von bis 1,3 Zentimetern länglich.
Die eiförmigen bis ellipsoiden und einsamigen Steinfrüchte sind bis 1,5–1,8 Zentimeter lang, anfangs grün, während der Reife über rosa nach lila-schwarz wechseln.

## Vorkommen
Ptychopetalum olacoides kommt im nördlichen Südamerika, in Französisch-Guayana, Guyana und Suriname sowie in Brasilien in den Bundesstaaten Amapá, Amazonas und Pará vor. Er wächst im Regenwald und in hochgelegenen Savannenwäldern, auf überschwemmten Böden kommt er nicht vor.

## Nutzung
Ptychopetalum olacoides wird seit über 100 Jahren nach Europa exportiert. Aus dem Holz und den Wurzeln von Ptychopetalum olacoides (aber auch von anderen Ptychopetalum-Arten und von Liriosma ovata) wird die pharmazeutische Droge Muira puama lignum, das „Potenzholz“ gewonnen. Sie soll unter anderem aphrodisierend wirken, die Wirkung ist allerdings unbelegt.